# Aly & Fila
Aly & Fila es un dúo egipcio de DJ's y productores de música trance, formado por Aly Amr Fathalah (Aly) y Fadi Wassef Naguib (Fila), ambos nacidos en 1981. Eran amigos desde la infancia, pero no fue hasta después de enamorarse de la música de Paul van Dyk cuando decidieron construir su primer estudio y empezar a hacer su propia música, a partir de 1999.
Después de comenzar a hacerse conocidos en Egipto, decidieron entrar en la escena trance internacional. En 2002, firmaron con el sello discográfico alemán Euphonic Records. Su primer lanzamiento, "Eye of Horus" recibió gran aprecio de DJ's como Paul van Dyk, Armin van Buuren o DJ Tiësto. De la mano de este éxito, se lanzó en el sello holandés Fundamental Recordings, alcanzando así la posición número 4 en la Dutch Dance Chart.
Tras terminar su contrato con Euphonic Records, Fila se unió a Andy Prinz y decidieron lanzar su primer sello independiente a través de Offshore Music Switzerland / AP Pro Audio. El primer tema lanzado desde este sello fue "Spirit of Ka", incluida en numerosas listas musicales y recopilaciones.
A partir de esto, su popularidad ha crecido en el mundo de la música electrónica, logrando reconocimiento de parte de varios de los DJ's más importantes de la escena y actuando en eventos de la talla como Trance Energy, A State of Trance 400, A State of Trance Amnesia, y A State Of Trance 500, todos junto a Armin van Buuren.
En 2009 el dúo obtuvo un gran éxito, pues además de la producción de numerosos remixes y temas originales, lanzaron su propio sello discográfico Future Sound of Egypt Recordings (FSOE Recordings), filial de Armada Music. Ese mismo año, subieron hasta el puesto #22 de la DJ Mag Top 100 2009 (subiendo 9 puestos con respecto al año anterior) y al #12 del Tranceaddict Top 250 DJ Poll.
2010 supuso el lanzamiento de su primer álbum de estudio, publicado el 28 de mayo con Armada Records. Éste lleva por título Rising Sun, el cual supuso su consagración como DJ's y productores de trance. El álbum cuenta con 15 temas inéditos, y tuvo una gran acogida. Esto les ayudó a escalar 2 puestos más en la DJ Mag Top 100 de 2010, alcanzando el puesto #20 de los DJ's más populares del mundo.
En 2011, se posicionan de nuevo en el lugar #22 de la DJ Mag Top 100. En este mismo año lanzan el sencillo "We Control The Sunlight", con la colaboración de la cantante británica Jwaydan, que finalmente obtuvo el reconocimiento de "canción del año" en el programa de radio del DJ Armin van Buuren: A State of Trance ASOT.
Si bien ambos continúan produciendo música juntos, solo Fadi actualmente sale de gira ya que Aly sufrió una lesión grave en el oído mientras actuaba y se le recomendó evitar la música alta o arriesgarse a perder la audición en ese oído por completo. Desde entonces, Fadi ha tocado en eventos y festivales como Cream en Amnesia en Ibiza, Electric Daisy Carnival, Creamfields, Ministry of Sound y Stereosonic.
Aly & Fila son considerados actualmente como los máximos exponentes de la música trance según el portal Trance Podium.

## Programa de Radio
El programa Future Sound of Egypt fue presentado por primera vez el martes 28 de febrero de 2006. Inicialmente consistía en dos horas de mezclas que eran entregadas habitualmente el último martes de cada mes. A partir del programa #26 del 7 de abril de 2008 pasó a entregarse semanalmente cada lunes con una sola hora. 
Actualmente y desde el capítulo #500 del 14 de junio de 2017 presentan su programa semanalmente todos los miércoles a las 22:00(CET) / 21:00(GMT), el cual puede ser escuchado desde cualquier parte del mundo a través de diferentes portales de streaming. El programa tiene un formato de 2 horas de mezclas ininterrumpidas de música Trance y Progressive, donde se pueden escuchar tanto temas promocionales como ya realizados. En ocasiones los programas son grabaciones de algún evento en directo reciente, la mezcla de algún otro DJ colaborador o incluso alguna compilación anterior publicada de ellos mismos. Toda la información sobre las pistas reproducidas suele ser anunciada y en portales de video-streaming es además reflejada en pantalla.

## Ranking DJMag
| DJ         | 2008 | 2009 | 2010 | 2011 | 2012 | 2013 | 2014 | 2015 | 2016 | 2017 | 2018 | 2020 |
| ---------- | ---- | ---- | ---- | ---- | ---- | ---- | ---- | ---- | ---- | ---- | ---- | ---- |
| Aly & Fila | 31°  | 22°  | 20°  | 22°  | 19°  | 20°  | 28°  | 42°  | 41°  | 53°  | 74°  | 122° |

## Ranking TrancePodium
| DJ         | 2014 | 2015 | 2016 | 2017 | 2018 | 2019 | 2020 | 2021 |
| ---------- | ---- | ---- | ---- | ---- | ---- | ---- | ---- | ---- |
| Aly & Fila | 1°   | 1°   | 1°   | 3°   | 2°   | 1°   | 1°   | 1°   |

## Discografía

### Álbumes de estudio
| Año  | Título                    | Sello discográfico               | Fecha de lanzamiento |
| ---- | ------------------------- | -------------------------------- | -------------------- |
| 2010 | Rising Sun                | Armada Music Bundles             | 21 de mayo           |
| 2013 | Quiet Storm               | Armada Music Bundles             | 28 de junio          |
| 2014 | The Other Shore           | Armada Music Bundles             | 3 de octubre         |
| 2015 | The Chill Out             | Armada Music                     | 24 de febrero        |
| 2017 | Beyond the Lights         | Future Sound of Egypt Recordings | 18 de septiembre     |
| 2019 | It's All About The Melody | Future Sound of Egypt Recordings | 25 de noviembre      |

### Álbumes de remixes
| Año  | Título                    | Sello discográfico   | Fecha de lanzamiento |
| ---- | ------------------------- | -------------------- | -------------------- |
| 2011 | Rising Sun (The Remixes)  | Armada Music Bundles | 17 de junio          |
| 2014 | Quiet Storm (The Remixes) | Armada Music Bundles | 18 de abril          |

### Compilaciones
| Año  | Título                                     | Sello discográfico | Fecha de lanzamiento |
| ---- | ------------------------------------------ | ------------------ | -------------------- |
| 2008 | Trance World Vol. 2                        | Armada             | 25 de febrero        |
| 2009 | Techno Club Vol. 30 (with Talla 2XLC)      | Klubbstyle Media   | 19 de junio          |
| 2009 | Street Parade 2009 – Trance                | EMI                | 8 de agosto          |
| 2010 | Future Sound of Egypt Vol. 1               | Armada             | 19 de noviembre      |
| 2011 | Summer Showcase                            | DJ Magazine        | 31 de agosto         |
| 2012 | Future Sound of Egypt Vol. 2               | Armada             | 24 de febrero        |
| 2014 | Trance Nation 2014                         | Ministry Of Sound  | 26 de mayo           |
| 2015 | Future Sound of Egypt Vol. 3               | Armada             | 1 de mayo            |
| 2015 | Future Sound of Egypt 400                  | Armada             | Agosto               |
| 2016 | Armada Collected                           | Armada             | 15 de julio          |
| 2016 | Future Sound of Egypt 450                  | FSOE Recordings    | Diciembre            |
| 2017 | Future Sound Of Egypt 500 - The Chronicles | FSOE Recordings    | 13 de marzo          |
| 2018 | Future Sound Of Egypt 550 - A World Beyond | FSOE Recordings    | 12 de septiembre     |
| 2019 | Future Sound of Egypt 600 - Sands of Time  | FSOE Recordings    | 28 de octubre        |

### Producciones
| Año  | Título                                                                                         | Sello discográfico    |
| ---- | ---------------------------------------------------------------------------------------------- | --------------------- |
| 2003 | Eye of Horus                                                                                   | Euphonic Records      |
| 2004 | Spirit of Ka                                                                                   | Offshore Music        |
| 2005 | Thebes                                                                                         | Offshore Music        |
| 2007 | Ankh – Breath of Life (as A&F Project)                                                         | Offshore Music        |
| 2007 | Uraeus (as A&F Project)                                                                        | Offshore Music        |
| 2007 | A Dream of Peace (with Amadeus)                                                                | Discover              |
| 2008 | Key of Life                                                                                    | Offshore Music        |
| 2008 | Dynasty                                                                                        | Offshore Music        |
| 2008 | How Long? (featuring Jahala)                                                                   | Soundpiercing         |
| 2008 | Lost Language                                                                                  | Soundpiercing         |
| 2009 | Khepera                                                                                        | FSOE Recordings       |
| 2010 | I Can Hear You (featuring Sue McLaren)                                                         | FSOE Recordings       |
| 2010 | Listening                                                                                      | FSOE Recordings       |
| 2010 | My Mind Is With You (featuring Denise Rivera)                                                  | FSOE Recordings       |
| 2011 | Still (featuring Sue McLaren)                                                                  | FSOE Recordings       |
| 2011 | We Control the Sunlight (featuring Jwaydan)                                                    | FSOE Recordings       |
| 2011 | Paradise (featuring Tiff Lacey)                                                                | FSOE Recordings       |
| 2011 | Freedom                                                                                        | Self-released         |
| 2012 | 200 (FSOE 200 Anthem)                                                                          | FSOE Recordings       |
| 2012 | Coming Home (featuring Jwaydan)                                                                | FSOE Recordings       |
| 2012 | Perfect Love (with Roger Shah and Adrina Thorpe)                                               | FSOE Recordings       |
| 2012 | Sand Theme(FSOE 250 Anthem) (with Bjorn Akesson)                                               | FSOE Recordings       |
| 2012 | Fireisland (with Solarstone)                                                                   | Black Hole Recordings |
| 2012 | Vapourize (with John O’Callaghan)                                                              | FSOE Recordings       |
| 2013 | Without You (with Susana)                                                                      | FSOE Recordings       |
| 2013 | The Journey (FSOE 300 Anthem) (with Fady & Mina)                                               | FSOE Recordings       |
| 2013 | Running Out Of Time (featuring Chris Jones)                                                    | FSOE Recordings       |
| 2013 | Brilliant People (with Giuseppe Ottaviani)                                                     | Black Hole Recordings |
| 2013 | Mysteries Unfold (featuring Sue McLaren)                                                       | FSOE Recordings       |
| 2014 | For All Time (with Jaren)                                                                      | FSOE Recordings       |
| 2014 | Eye 2 Eye (FSOE 350 Anthem) (with Roger Shah featuring Sylvia Tosun)                           | FSOE Recordings       |
| 2014 | Universelab (with Stoneface & Terminal])                                                       | FSOE Recordings       |
| 2014 | Nubia (with Ferry Tayle])                                                                      | FSOE Recordings       |
| 2014 | Full Throttle (with Sneijder)                                                                  | FSOE Recordings       |
| 2014 | Guardian (with Paul van Dyk] featuring Sue McLaren])                                           | Ultra Records         |
| 2015 | The Other Shore (Sampler)                                                                      | FSOE Recordings       |
| 2015 | Napoleon (with Ferry Tayle])                                                                   | FSOE Recordings       |
| 2015 | Es Vedra (with The Thrillseekers])                                                             | FSOE Recordings       |
| 2015 | A New Age (FSOE 400 Anthem) (with Omar Sherif and Jonathan Carvajal)                           | FSOE Recordings       |
| 2016 | Million Voices (with Luke Bond and Audrey Gallagher)                                           | FSOE Recordings       |
| 2016 | Kingdoms (FSOE450 Anthem) (with Ahmed Romel)                                                   | FSOE Recordings       |
| 2016 | Unbreakable (with Susana and Roger Shah)                                                       | FSOE Recordings       |
| 2017 | Beyond The Lights                                                                              | FSOE Recordings       |
| 2017 | UV (with Paul Thomas)                                                                          | FSOE UV               |
| 2017 | The Chronicles (FSOE 500 Anthem) (with Philippe El Sisi & Omar Sherif featuring Karim Youssef) | FSOE Recordings       |
| 2017 | All Heaven (with Super8 & Tab featuring Ana Criado)                                            | FSOE Recordings       |
| 2017 | Concorde (with Ferry Tayle)                                                                    | FSOE Fables           |
| 2017 | Camellia (with Ferry Corsten)                                                                  | FSOE Recordings       |
| 2017 | Shadow (with Scott Bond and Charlie Walker)                                                    | FSOE Recordings       |
| 2018 | You & I (Emma Hewitt)                                                                          | FSOE Recordings       |
| 2018 | A World Beyond (FSOE 550 Anthem) (with Philippe El Sisi and Omar Sherif)                       | FSOE Recordings       |
| 2018 | Surrender (with Sue McLaren)                                                                   | FSOE Recordings       |
| 2019 | It's All About The Melody                                                                      | FSOE Recordings       |
| 2019 | Gravity (with Deirdre McLaughlin)                                                              | FSOE Recordings       |
| 2019 | Come Home (with Kyau & Albert)                                                                 | FSOE Recordings       |
| 2020 | So Protected (with Sue Mclaren)                                                                | FSOE Recordings       |
| 2020 | Remember When                                                                                  | FSOE Recordings       |
| 2020 | Plucked                                                                                        | FSOE Recordings       |
| 2020 | Mesca Beach                                                                                    | FSOE Recordings       |
| 2020 | Finally                                                                                        | FSOE Recordings       |
| 2020 | I Won't Let You Fall (with Jes)                                                                | FSOE Recordings       |

## Controversia
Cuando el dúo se hizo famoso a nivel mundial, se creó controversia en Reino Unido y Estados Unidos, por el dúo estadounidense también dedicado a la música Aly & AJ (formado por las hermanas Alyson Michalka y Amanda Michalka), cuyo nombre es muy parecido al de este dúo de DJ's. El representante de las chicas Michalka declaró en una entrevista: <<Las chicas están realmente molestas por esto, creen que el dúo Aly & AJ es único y que el nombre también lo es, que la gente debe respetar el hecho de que ellas tengan un nombre y que no lo copien, que es justo lo que han hecho. Están disgustadas por lo ocurrido, y creen que nadie tiene derecho a robarles el nombre>>. Por su parte, Aly & Fila declararon que no querían robar el nombre a nadie, sino que simplemente el nombre surgió, y se declaró como oficial, y que ellos jamás habían pensado en quitar el derecho a tener nombre propio y a disgustar o molestar a las hermanas Michalka.